# Eileen Lemass
Eileen Lemass (Geburtsname: Delaney; * 7. Juli 1932 in Cork) war eine irische Politikerin der Fianna Fáil und Abgeordnete des Dáil Éireann und des Europäischen Parlaments.

## Biografie
Nach dem Schulabschluss an der St. Kevin’s School studierte sie am National College of Art and Design, an der Grafton Academy of Dress Designing und an der Abbey Theatre School of Acting. 1950 heiratete sie den späteren Parlamentarischen Staatssekretär im Finanzministerium, Noel Lemass. Mit ihm hatte sie vier Kinder.
1974 wurde sie erstmals in den Dublin City Council gewählt. Als ihr Ehemann Noel im April 1976 verstarb, kandidierte sie für die Fianna Fáil im Wahlkreis Dublin South-West. Es gelang ihr jedoch nicht, einen Sitz zu erreichen. Bei den Wahlen 1977 war sie erfolgreich. Sie erreichte den dritten Sitz im Wahlkreis Dublin Ballyfermot und zog als Teachta Dála ins Unterhaus ein. Auch nach der Umgestaltung der Wahlkreise konnte sie ihren Sitz, diesmal im Wahlkreis Dublin West, bei den Wahlen im Juni 1981 verteidigen. Als im Februar 1982 erneut gewählt werden musste, verlor sie ihren Sitz. Schon im November 1982 zog sie wieder ins Unterhaus ein.
1984 trat sie bei der Wahl zum Europäischen Parlament im Wahlbezirk Dublin an und wurde gewählt.
Bei den Wahlen zum Dáil Éireann 1987 trat sie nicht mehr an. Zwar versuchte sie, ihr Mandat im Europäischen Parlament 1989 zu verteidigen, scheiterte jedoch knapp. Anschließend zog sie sich aus dem öffentlichen Leben zurück.